# 精靈

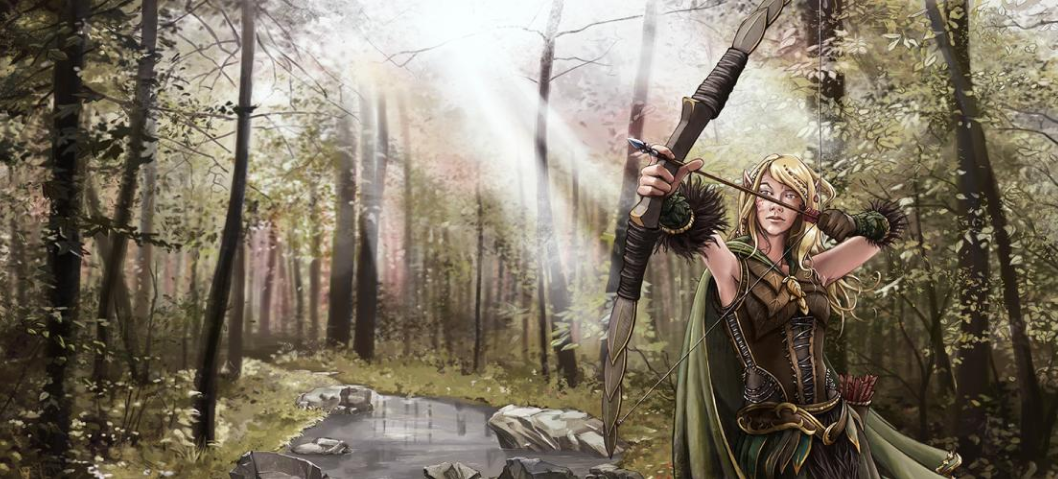
典型的精靈形象：修長的身型，聰慧美麗，舉止優雅，並精於箭法。

精靈（英語：elf）或翻譯為艾爾芙，原義是指靈魂、鬼神、妖怪和聰明靈敏。在翻譯外國文學中，是一種耳朵尖長而漂亮美麗的類人形傳說生物，源自北歐的古老傳說。許多精靈被描繪成高大而且美麗無比，但是有時候也被歸類為「小人兒」或精靈，身材比較瘦小，有的背上長有昆蟲翅膀。由於這種生物的譯名眾說紛紜，而不同的譯名同時亦會使人誤會為另有所指，而與小仙子（fairy）、小惡魔（imp）等混淆。
而另一方面，對於精靈這種生物的定義、描述，與文化，都隨著民族與作者的不同而有所歧異，除了外觀以外，他們的能力都各有不同。

## 名詞解釋

### 譯名問題
「elf」一詞在中文裡常為譯作「精靈」，往往會與其他名詞混淆而造成理解上的困擾。其他會被譯為「精靈」的名詞参看自然精灵

## 典型的形象與描述

日式萌系动漫中的精灵形象。

一般奇幻文學作品的定義中，精靈普遍身型比人類略為細小而骨架纖細，皮膚白皙。他們都有尖尖的耳朵。他們都愛住在森林裡，有修長的身型，不論男女皆長的無比俊美，舉止優雅，目光敏銳，並精於箭法。壽命長達數百、甚至上千年，雖然在體格上稍嫌纖細，但反應速度幾乎無人能比。在許多作品的設定中也常描述精靈大多為純素主義者，不接受任何含動物成分的食物(包括蛋和奶)。

## 神話和童話中的精靈
精靈最早源於北歐神話。北歐神話中第一位巨人是伊米爾（Ymir），霜巨人族是他的後裔。但是神族和巨人族互相看不對眼，主神奧丁與兄弟聯手殺死了伊米爾，然後用伊米爾的屍體創造了世界，而傳說中屍體上的蛆便被神賦予人形，就是精靈（北歐語為「Alfar」）...向光面的蛆變為光精靈，與甘露、陽光與大地果實之神弗雷（Frey）住在Alfheim（意思便是「精靈國度」）。陰暗面的蛆則變成黑暗精靈，住在地底下（Svartálfaheim）。
在北歐神話以及《老艾達》（Elder Edda）和其他作者的故事中，光精靈住在愛爾芙海姆（Alfheim），一個接近亞斯加德（Asgard）和華納海姆（Vanaheim）的地方（這裡是北歐諸神居住的地方）。黑暗精靈則住在薩法塔夫漢（Svartálfaheim），一個在中庭（或稱人間）以下的地方。北歐的黑暗精靈和北歐矮人差別不大。在神話故事中，許多精靈似乎沒什麼道德標準。他們喜歡玩把戲及玩樂，而且並不特別在意結果。
曾經有作家形容北歐的精靈雖比神低下，卻仍擁有神力，有些精靈非常白皙，比太陽更為耀眼。因此現在普見所熟知的精靈形象，是在北歐神話中就差不多成型了。
精靈的傳說在愛爾蘭、康瓦耳、威爾斯和蘇格蘭特別盛行。從中世紀起，精靈在文學裡便是常見的了，它仍出現在義大利人博亞爾多（Matteo Boiardo）和阿里奧斯托、英國詩人斯賓塞、法國人夏尔·佩罗和丹麥人安徒生的作品裡。
在整個歐洲的傳說中都存在著此種迷之生物；他們有些美若天仙，有些醜陋如怪物，且他們的足跡一直遍佈著整個歐洲。在歐美的許多童話故事和兒童節目的公式中，常描寫北極具有為聖誕節製造玩具的工廠，在此工作的員工皆是體型矮小，身穿綠衣綠帽的精靈，而他們的老闆就是聖誕老人。
精靈(Jinni)在古蘭經中也經常被提及，在之中被描繪成一位授予願望的神奇精靈。這樣的民間傳說最早乃起源於小說一千零一夜。

## 奇幻作品中的精靈

### 《魔戒》的精靈
托爾金的精靈高而優雅，擁有不凡的美麗。在《魔戒現身》（The Fellowship of the Ring）書中，哈比人佛羅多（Frodo）第一次見到高等精靈葛羅芬戴爾（Glorfindel）時，「彷彿有一道白光射穿葛羅芬戴爾的身形和衣著，就像射穿一道薄紗一樣。」
中土世界的精靈是藝術家、學者和音樂家，而且教導人類語言和其他的技能。他們控制力量和魔法，也是善良的保護者；精靈的劍是黑暗力量的剋星。精靈的馬匹跑得比其他的馬快，而且絕對不會令騎士落馬。大部分的精靈是高貴而仁慈的生物，企求中土世界所有生物的福祉。但是，在《魔戒前傳》中，比爾博和同伴遇到一群坐在樹上唱歌的精靈，矮人視這些精靈為傻子。
在後來關於中土世界的書中，精靈分成特殊的次級群體，說明其間的差異：
精灵分为凡雅族、诺多族与帖勒瑞族。依据是否见过双圣树的光芒，或是是否在大迁徙中抵达西方的阿门洲，又可以分为卡拉昆迪与墨瑞昆迪。
"卡拉昆迪"(Calaquendi,光明精灵)，也称高等精灵，包括凡雅族、诺多族以及最终抵达阿门洲的帖勒瑞族法尔玛瑞(Falmari,海洋精灵)。
"墨瑞昆迪"（Moriquendi,黑暗精灵），包括在大迁徙中迷路、与队伍失散或流连海边的"乌曼雅"(Úmanyar,非阿门洲的)与拒绝接受维拉召唤前往西方的"阿瓦瑞"(Avari,不情愿者)，他们都是帖勒瑞族。
凡雅族人数最少，地位也最为高贵，最受曼威喜爱，他们拥有白皙的皮肤与金发，样貌高贵而美丽，除了第一纪元的愤怒之战以外，他们不曾回到中土。凡雅族的至高王英格威也是所有精灵的王。
诺多族人数介于凡雅与帖勒瑞之间，他们擅长铸造宝剑与珠宝，从奥力那里学习了大量的技艺，是优秀的工匠，同时他们富有知识。诺多王子费艾诺不仅是阿尔达最伟大的工匠，还是杰出的语言学家，他打造了含有双圣树光芒的三颗精灵宝钻,还创制了腾格瓦(Tengwar)字母。前者由于费艾诺及其众子的誓言，在第一纪元的漫长岁月中引发了诺多出奔、三次亲族残杀等不计其数的战乱与悲歌。
帖勒瑞族人数最多，最终只有欧尔威带领的法尔玛瑞到达了西方的阿门洲，留在中土的帖勒瑞逐渐分化为辛达族(Sindar,灰精灵)与南多族(Nandor,褐精灵)辛达族在之后于贝烈瑞安德建立了繁荣的精灵王国多瑞亚斯。南多族中德内梭尔的子民在德内梭尔战死后遁隐，称为莱昆迪(Laiquendi,绿精灵)，此后他们的命运无人知晓；选择留在安都因河谷的南多族就是日后西尔凡精灵的先祖。
凡雅族喜欢使用长矛，诺多族喜欢使用剑和盾，而泰勒瑞族喜欢使用弓箭。由于电影主要涉及泰勒瑞的辛达精灵与西尔凡精灵，没有讲述诺多精灵与凡雅精灵的故事，故给大部分观众留下了精灵全部善用弓箭的印象。
在第三纪元魔戒大战结束后，精灵三戒由于至尊魔戒被毁掉而失去力量，中洲的精灵王国洛丝罗瑞恩以及瑞文戴尔失去了抵抗时间侵蚀的能力，精灵的时代结束了，取而代之的是人类的纪元。大批精灵从灰港出发，航向西方，留下的精灵将独自悲伤凋零，直至世界末日。
诺多族的王子费诺(Fëanor)创造出了精灵文字腾格瓦(Tengwar), 成为精灵之间通用的文字。辛达精灵戴隆(Daeron)创造了色斯文字（Cirth），不过却并未在精灵中普及使用，由矮人习得并在矮人中得到发展。精灵文有两种, 光明精灵所用的昆雅语(Quenya)和第三世纪通用的辛达语(Sindarin), 它们优美高贵，是作者独立创作出的。书中，在中土通用的精灵语主要是辛达语，昆雅语由于辛葛得知了诺多族残杀亲族的罪行而被禁止，只存在于诺多王族内部，故被作者本人称为“精灵拉丁语”。
在电影中，演员为了说出一口流利的精灵文，不得不对着镜子做鬼脸来活动肌肉，导演也找到相关专家，补全单词。
精靈衣著瀟灑飄逸，剪裁合身，面料考究，一般是白或灰等顏色，在野外則多著綠，棕等色。穿靴子，通常是長髮，兩耳較尖，皮膚白皙，美麗動人，無比智慧，反应迅速而行动灵活。
精灵教会树人语言，许多动物也乐于听从他们的指挥，他们崇尚和平，热爱生命，是真、善、美的化身。但也有一些精灵當主神欧罗米在湖边发现他们时躲了起来，或是逃走以后下落不明。至于那些不幸被米尔寇捕获的精灵，他们的确切下场无人知晓；然而埃瑞西亚的智者相信，所有被俘的精灵都被囚禁在乌图姆诺，直到这里被攻破。据说，他们被米尔寇施以种种残酷的刑罚，直到身心堕落，成为丑陋肮脏的半兽人。
他们曾跟随主神前往仙境，却因诺多族的费诺所煽动，回到中土，但他们依旧是主神的宠儿，保有再次动身的权力。但因此，他们必须度过漫长的时光，直至他们厌倦才得以离世，人类却一定都不感到幸福，死亡事实上是神的恩赐。精灵只会战死或在悲伤中耗尽（这是他们所承认的两种死法）。
在魔戒中精灵的语言是独立的，是托尔金创造出来的语言。可是却有意义。在翻译独一之神“伊露维塔(Eru Ilúvatar)”时，这个词有点像北欧语言中神和父亲。精灵语中许多词语也有意思，比如“摩瑞(Mori)”是黑暗的意思，“昆第（Quendi）”则是他们对自己的称呼。精灵语言多用大舌颤音，偏近意大利语。而半兽人则是小舌颤音，偏近法语。
而魔戒遠征隊中也有一位精靈，萊苟拉斯·綠葉(Legolas Greenleaf)，是一個來自幽暗密林的灰精靈，是林地王国的王子，他的父亲是林地王国国王瑟兰督伊(Thranduil)。有著俊美的面孔，超人的身手，是中土大陸中頂尖的弓箭手，能夠在黑暗中準確射中目標，甚至再從黃金森林出發時，射中了戒靈的坐騎，一隻無名的恐怖生物。在電影中，他敏捷地殺死了一隻猛獁。剛開始時，他與矮人金厲(Gimli)互相看不順眼，這出自兩族的古老矛盾。可是到了後來，他們成為了摯友。光明女王凱蘭崔尔(Galadriel)贈給他一把長弓，堪稱是弓中的極品，替換了從前的短弓，弦是女王的頭髮做的，上面施有精靈的魔法。當人皇伊力薩·精靈寶石(Elessar Elfstone)去世時，他自灰衣港造了一艘船，揚帆而下，和金厲一同前往海外仙境。
亞玟·安多米爾(Arwen Undomiel)，精靈眼中的暮星，幽谷公主,絕代美女露西安(Lúthien)的後裔，其父愛隆是中土世界少有的智者。後來愛上人皇，放棄了永生的權利。
凱蘭崔爾（Galadriel），卡拉斯加拉顿的光明女王，诺多精灵，是见过海外仙境中双圣树之光的精灵, 是诺多族于阿门洲的最高君王费纳芬的女兒。
爱隆(Elrond)，航海家埃兰迪尔(Earendil)与辛达族后代,白羽爱尔温(Elwing)之子，瑞文戴尔(Rivendell)的领主,拥有人类、凡雅族、诺多族、辛达族以及迈雅的血统(来自辛葛的妻子美丽安)。哥哥爱洛斯创建了努曼诺尔帝国。作为半精灵他与哥哥做出了不一样的选择，他选择了精灵的命运，而哥哥选择成为人类。他曾参加中土的自由之战。

### 《哈利波特》的精靈
英國作家羅琳筆下的精靈是一種身型矮小，耳朵又大又尖且外貌奇特的人型生物，在本作中被稱為家庭小精靈（House-elf），待人十分友善。他們會在有錢人家的家裏幫忙做事，並且對主人忠心不二。如果主人要解聘他的家庭小精靈，只要給小精靈一件像樣的衣物就成了。

### 《無盡的任務》的精靈
最早出現的萬人網路遊戲之一的無盡的任務（Everquest），精巧採用常見的精靈描述來設計種族風格，成為眾多歐美角色扮演遊戲的經典代表。
- 高等精靈（High Elf）

高等精靈，又稱卡爾達，是萬物之母圖奈瑞所創造的精靈族之中，血統最純正的一群。這個種族高貴且擁有如同象牙一般的潔白皮膚，以及極為俊美的外貌。他們也許不是身體最強壯的種族，但是他們的堅毅不拔的心志絕對是超群絕倫。數千年來，他們始終是自由與正義陣營的忠實盟友，以強大的魔法及卓越的戰鬥技與邪惡勢力奮戰不屈。
高等精靈以發達的魔法文明而著稱，當然，同樣也以他們自命不凡盛氣淩人的跋扈態度而名聞遐邇，雖然他們的心地其實很善良，但是他們高傲心態作祟下就是沒有辦法放下身段來跟其他善良種族好好相處。他們自認應該受到所有其他善良種族的一致尊崇，這種過於驕傲自負的心態，使得要跟高等精靈成為朋友是一件困難的任務。
高等精靈普遍認為他們的木精靈弟兄們不過就是一批忠誠的僕人罷了。在這個高貴的種族眼中，人類，地精，半身人多少還有些可取之處。然而矮人，野蠻人，以及博學者可就幾乎一文不值了。除非迫不得已，通常高等精靈不屑與這些種族為伍。他們極端地痛恨邪惡種族，而且堅信有朝一日這些下流胚子終將會被消滅殆盡。
高等精靈的家園位元於莊嚴宏偉的古老大城菲爾維斯。這座美麗的城市建築在費朵大陸上的大菲達克森林深處，城牆上佈滿了翠綠的藤蔓。
- 木精靈（Wood Elf）

木精靈，或稱費爾達，與他們的高等精靈遠親們相較之下要好相處多了。就像其他的精靈，木精靈一般來說約有五呎高，同時有著極具吸引力的外貌。他們的皮膚帶著一點橡木般的褐色，這使他們更能夠與森林裡的週遭環境合而為一。
木精靈視所有尊重大自然的人為友，特別是遊俠與德魯伊教徒。木精靈認為與自然和諧共存要遠比改變環境來獲得利益更有價值，因此大多數的木精靈都是萬物之母圖奈瑞的忠實信徒。費爾達們善於歌唱，關心生命，他們的生活與自然是一體的。木精靈以他們對於節日慶典的熱愛，以及美味非常的食物而聞名於全諾瑞斯。一首好歌也會讓他們的尖耳朵不自主地豎起來。
木精靈與大多數善良與中立的種族都關係良好，但是他們對邪惡種族則不怎麼有興趣。尤其痛恨精靈族的叛徒—黑暗精靈—以及任何與他們為伍的份子。
費爾達們住在傳說中的樹城凱拉辛，位在大菲達克深處的原始密林當中。包含許多架設在樹上的平臺以及吊橋，這是一個既美麗又堅固的城市。
- 黑暗精靈（Dark Elf）

黑暗精靈，或稱泰爾達，是善良精靈們的天敵，不過他們的心智能力可是與那些遠親們一樣地優異。雖然乍看之下柔弱易欺，但是他們的眼中流露出的邪惡光芒卻常使人們不寒而慄。黑暗精靈的膚色從深藍到黑都有，頭髮則多半是白色，鮮少有變化。他們的普遍身高約在五呎左右。
因諾魯克──仇恨之神，以仇恨與邪惡改造了古老高等精靈，創造了這個扭曲的種族，仇恨在他們血管裡面流動，驅動著他們邪惡的心靈。黑暗精靈痛恨世上所有的一切，包括他們自己以及他們的創造者也不例外。
黑暗精靈視所有其他種族為下等生物，都只不過是為了達成他們邪惡目標的傀儡罷了。絕大多數的種族都十分害怕黑暗精靈。泰爾達們一直地試圖破壞其它的精靈世界，不管是滲透、徹底摧毀、或是奴役他們，都是黑暗精靈汲汲努力的目標。並以低等而愚蠢的巨魔與洞穴巨人，作為征服其它種族的工具，因此仍在勉強接受的盟友名單中。
在奈克圖羅森林的地下有一座迷宮般的城市－奈瑞亞，它是所有黑暗精靈的家園。這座城市的入口隱藏在森林幽暗的陰影之中。

### 《天堂II》的精靈
- 精靈（天堂I翻譯為妖精）

渾沌母神殷海薩和破壞之神格蘭肯結合，生育了很多兒女。神祇們以元素的精華創造出各大種族，精靈則由第一代水之女神席琳所創造。
水的靈魂注入母神殷海薩創造的型體後，便凝聚了星空下最美的種族。
在第一代水之女神席琳被殷海薩剝奪了水的支配以後，格蘭肯使其長女席琳成為了掌管死亡的女神。席琳的妹妹伊娃接替了其姊的職位，是為水之女神。
- 黑暗精靈

精靈族中有一部分沒有信奉接替席琳權能的伊娃，他們跟隨著席琳加入黑暗。受到母神殷海薩的詛咒，黑暗精靈的皮膚轉為褐色、畏光，故從此走入地下。
目前黑暗精靈的大本營位在歐瑞區域的地底洞穴。

### 《魔獸世界》的精靈
- 夜精靈[1]

世界上最早出現的精靈，由食人妖演化而來；因住在充滿魔法能量的永恆之井旁，許多夜精靈都是強大的法師。
在夜晚時便是處在100%的狀態，一旦太陽出來會變得較無力。
- 高等精靈（High Elf） [2]

由夜精靈的貴族演化而來，因戰爭後被禁止過度使用魔法的緣故而自我放逐，渡海到東邊的大陸另尋新天地。保存了精靈們千年來的魔法文化而建立了強大的王國。
與夜精靈不同，高等精靈崇尚太陽且不會在日出時變弱。
- 血精靈（Blood Elf）[3]

在不死天譴軍毀滅了自己的家園後，剩餘的高等精靈便集結起來，為了紀念死去同胞之血而改名作辛多雷，在薩拉斯語中為血精靈的意思。
後來因接觸惡魔能量而使瞳孔的顏色從藍色轉變為綠色；某些血精靈因不願接受惡魔能量而遭到放逐，並回歸於高等精靈的身份。
- 夜裔精靈（Night Borne）[4]

蘇拉瑪爾的精靈在屏障的保護之下與世隔絕地生活了一萬年，但卻越來越依賴夜井的秘法魔力。夜裔的領導者為了要保護這座力量泉源而和燃燒軍團達成協議，但卻使國度陷入了內戰。在推翻惡魔主人並奪回自由後，這些夜裔精靈與部落結盟，試圖重新找到自己在這個世界上的安身立命之所。
- 虚無精灵（Void Elf）

多人曾經嘗試要控制虛無的腐化魔力，但幾乎所有嘗試的人最後都陷入了瘋狂。艾蘭里亞‧風行者下定決心要利用這股力量為艾澤拉斯而戰，成為了成功抗拒暗影耳語的第一個凡人。艾蘭里亞拯救了差點陷入黑暗的同胞，並且發誓要訓練這些虛無精靈控制體內的暗影，並且運用這種新的能力為聯盟效力。

### 《龍與地下城》的精靈
根據D&D的定義，精靈的耳朵有驢耳那麼長，而半精靈的耳朵是托尔金《魔戒》系列裡精靈耳朵的長度。龍與地下城的精靈還可以細分為以下几個亚种：
- 高等精靈（High elf，在被遗忘的国度设定中称为月精灵Moon elf）
- 灰精靈（Grey elf）
- 卓尔精靈（Drow，即黑暗精灵Dark elf）
- 野精灵（Wild elf）
- 木精灵（Wood elf）
- 水精灵 (龍與地下城)（Aquatic elf，亦称海精灵Sea elf）

此外还有仅在被遗忘的国度设定中出现的日精灵（Sun elf）及翼精灵（Avariel）。
标准精灵的表述如下：
精灵经常出现在人类的居住地，虽然受到欢迎，但他们对此并不是很习惯。精灵以诗歌、舞蹈、说唱和魔法技巧而著称，崇尚自然单纯的美。但若森林家园受到威脅，精灵便会施展刀弓技巧和战略，显露武艺精湛的一面。

#### 性格
精灵常展现欢愉但不追求刺激，常心怀好奇但不贪婪。由于寿命很长，精灵能以更宽广的观点看待一切事物，他们不会对琐事钻牛角尖。然而，当他们追求特定目标时，不论是进行冒险，或是学习新技术及手艺，精灵都能专心一意，心无旁怠。与精灵作朋友需要很长的时间，成为敌人也一样，但要精灵忘记朋友或敌人却更困难。精灵不在意轻微的冒犯，但會对严重的侮辱者则会采取強烈的报复。註 : 在現實中，與注意力不足過動症患者性格優點相符。

#### 体型与外貌
精灵男性身高与女性类似，体重则稍重。精灵皮肤白皙，髮色深，常有深绿色的眼睛。精灵没有胡须或体毛，他们喜欢朴素舒适的衣物（特别是粉蓝色或粉绿色），也喜欢简单雅致的珠宝。精灵拥有優雅细致的身躯，他们的美貌常令其他种族印象深刻。

#### 精靈冒险者資訊
精靈會因為喜歡旅遊，而成為冒險者。人類的生活節奏讓精靈很不習慣，覺得每天都被綁住，數十年才發生改變。所以生活在人類社會中的精靈，會尋找能夠自由漫遊的工作，訂定自己的步調。精靈喜歡展現劍術或射擊方面的武藝，也希望能獲得更強大的魔法，這驅使他們四處冒險鍛煉。善良的精靈也可能反抗暴政，或為理想獻身。
阵营
精靈愛好自由和多樣的事物，喜歡表現自我個性。他們大多傾向混亂陣營，但卻表現善良溫和。一般而言，精靈會珍視保護他人的自由，就像對待自己一樣。精靈通常是善良的。
居住地
精灵通常以氏族为群居住于森林，氏族人数不超过两百人。他们将樯落隐密地与森林融合，尽量不对森林作出伤害。精灵会打猎、采集食物和种植，他们通常会限制村人与外人接触，然而部份精灵会以细致的服饰或工艺品换取他们不善挖掘的金属，藉此过着富裕的生活。
居住在人类土地的精灵通常是四处旅行的吟游诗人、受欢迎的艺术家或贤者。人类贵族常競相聘请精灵教导孩子剑术。
宗教
精靈敬拜（生命護存者）柯瑞隆·拉瑞辛。根據精靈神話，柯瑞隆·拉瑞辛曾與獸人之神格努須作戰，他傷口流出的血即化成精靈族。柯瑞降·拉瑞辛是研習魔法、藝術、舞蹈、詩歌之神，也是強力的戰神。
语言
精灵语十分流畅，带着微妙的抑扬顿挫，而且文法复杂。精灵文学十分丰富精彩，以歌谣诗词著名。许多吟游诗人学习精灵语，以便在自己曲中加入动听的精灵歌谣，有些吟游诗人则靠发音记诵精灵歌曲。精灵文如同精灵语一样书写流畅，而且成为木族语（树精和皮克精等生物所用的语言）使用的文字。
姓名
精灵通常会在百岁生日后宣布自己成年，然后为自己选择一个名字。但就算是知道他已成年的人，仍可能继续用先前的幼名称呼他，而他本人不一定会介意。成年精灵的名字完全自创，有时可能反映他喜欢的某些人，或家人的名字。精灵仍有家族姓氏，通常是由一些普通精灵词汇组合而成。有些精灵在旅游时，会将姓氏译为通用语，有些则仍保留精灵语的念法。
- 男子名：阿拉密爾（Aramil）、歐斯特（Aust）、恩尼亞裡斯（Enialis）、海安（Heian）、西摩（Himo）、伊維裡歐斯（Ivellios）、勞西安（Laucian）、奎里昂（Quarion）、薩米爾（Thamior）和薩里伏（Tharivol）。
- 女子名：安娜斯崔娜（Anastrianna）、安缇诺雅（Antinua）、德鲁希丽雅（Drusilia）、菲格西尔（Felosial）、依莲尼亚（Ielenia）、莉雅（Lia）、瑰拉瑟（Qillathe）、希拉瑰（Silaqui）、维兰瑟（Valanthe）和珊娜菲亚（Xanaphia）。
- 家族姓氏：阿瑪斯塔夏（Amastacia，意為"星之花"）、阿瑪姬爾（Amakiir，意為"寶石花"）、嘉蘭諾德（Galanodel，意為"月之呢喃"）、荷裡米昂（Holimion，意為"鑽石露"）、利亞頓（Liadon，意為"銀葉"）、梅利安涅（Meliamne，意為"橡樹末"）、耐羅（Nailo，意為"夜風"）、暹諾德（Siannodel，意為"月溪"）、伊普吉爾（Ilphukiir，意為"寶石花叢"）和西羅先（Xilocient，意為"金瓣"）。

与其他种族的关系
精灵认为人类不够细腻，半身人不够沉稳，地侏太平凡，矮人则毫无幽默感。他们对半精灵带着些许怜悯，对半兽人则完全不信任甚至痛恨。虽然精灵可能给人感觉有些傲慢，但却不像矮人或半身人那样挑剔。一般而言，精灵对于不合已意的人，也会表现愉悦和亲切（毕竟除了精灵自己以外，各种族在他们眼中都不及格）。

### 《龍族》的精靈
【人類走過森林，就會創造出小徑；精靈走過森林，就會變成樹木。人類仰望星空，就會創造出星座；精靈仰望星空，就會變成星光......】

世界觀
《龍族》裡頭除了人類之外的智性生物，多半都有個代表神作為種族的象徵。優比涅與賀加涅斯是龍族裡頭居於最上位的兩位神祇，優比涅代表協調，賀加涅斯象徵混亂，這兩者是相對的概念，兩者不能獨立存在，這一概念便是《龍族》中構成宇宙的基本元素。
性格
精靈，是庇祐純潔少女與精靈之神卡蘭貝勒的信奉者。他們是象徵協調的生物，是理性、純真且純潔的存在，因此被人們稱為「優比涅的幼小孩子」。精靈與人類不同，他們和任何事物都能達成一種協調性，精靈會自然而然的協調自己與萬物同化。他們處在森林中，就會將自己化為普通的自然生物，處在人類社會中，就會試著將自己的思考與想法人類化。人類習於同化週遭的事物，精靈剛好相反，他們習於融入週遭的環境。通常精靈與人類對話時，會讓人類覺得雖然談吐得當，可是仍舊有些不善交際的現象。因為精靈早已習慣與萬物協調，不曾發展出任何社交模式，所以他們不會用人類的方式說話，只會單純的針對人類的問題做答覆。關於精靈的協調性，故事中就是用這樣的文字來說明：「人類走過森林，就會創造出小徑；精靈走過森林，就會變成樹木。人類仰望星空，就會創造出星座；精靈仰望星空，就會變成星光。」
外型與棲地
《龍族》中描述的精靈，與傳統概念相仿。他們身材高挑、面容俊美、皮膚白皙，擁有人類一切渴求的事物。精靈除了外表完美，同時也散發出一種出眾迷人的氣質，在人類社會中行走，人們總是能一眼就發現精靈的存在。精靈們普遍居住在森林中，沒有國家的概念，而是像普遍生物一般棲息於大地。大部分的精靈都生活在人類的國度「拜索斯」領地內，南方的「傑彭」充斥著沙漠，北方的「海格摩尼亞」則充滿了草原，唯有拜索斯境內充斥著森林，因此拜索斯人見到精靈的機率比他國相對來的高。
精靈普遍說著拜索斯語，純粹是因為方便，他們對人類的國家有所瞭解，可是不受人類的政治所限制。故事中對於精靈的住所並無多加描述，但有提及精靈會直接將森林本身視為他的家，若是累了就會直接躺臥在樹旁，於是可以猜測精靈應該是沒有建造房舍的習慣。
劇情
故事中，精靈已逐漸面臨絕種的危機。為瞭解決這個問題，女精靈伊露莉‧謝蕾妮爾開始了她的旅行。根據伊露莉的描述，精靈所面臨的問題乃是出於精靈的本質，他們認為協調最終會導致他們毀滅。與人類相比，精靈由於過於協調，甚至到了沒有自我的程度。隨著人類社會的逐漸擴大，精靈們擔心自己將會從此消失。

### 《伊蘇6-那比斯汀的方舟》的精靈
列達族部落：尖尖的耳朵和狼一樣的尾巴是最大的特點，屬於精靈。
主要人物：
- 奧露哈（Olha）：列達族巫女。皮膚雪白、善良。
- 伊莎（Isha）：列達族奧露哈的妹妹，皮膚雪白、膽小。

### 内部链接
- 《魔戒》系列中和精靈相關的內容
  - 精靈語
  - 精靈文

另見
- 日本動漫迷使用術語列表
- 守宝妖精
- 精怪
- 侏儒

### 外部連結
- 精靈王國：精靈傳說與神話